# Kościół Świętego Jana Chrzciciela w Gdańsku
Kościół św. Jana Chrzciciela w Gdańsku – rzymskokatolicki kościół parafialny znajdujący się w Gdańsku w dzielnicy Kiełpino Górne. Należy do dekanatu Gdańsk-Siedlce archidiecezji gdańskiej.

## Historia
W 1925 r. mieszkańcy Kiełpina i Otomina wyznania staro-luterańskiego wybudowali mały kościół. W 1945 r. zbór nie posiadał proboszcza. W 1948 r. podjęto działania, by ewangelicki kościół przekazać katolikom. Dziesięć lat później, w 1958 kościół przekazano katolikom, którzy rozpoczęli jego odbudowę. 1 sierpnia 1958 ks. Jan Rymanowski, proboszcz parafii w Gdańsku - Siedlach poświęcił odbudowany kościół, który stał się filią parafii. W 1975 utworzono przy nim samodzielny wikariat, jednak 1979 przekazano kościół parafii na Jasieniu jako filialny, zaś 24 czerwca 1994 wikariat przekształcono w parafię. W 2000 obok starego kościoła rozpoczęto budowę nowego kościoła wg projektu Marii Żurek i Macieja Abramskiego. 20 października 2002 r. abp Gocłowski wmurował kamień węgielny, poświęcony przez papieża Jana Pawła II 5 czerwca 2002. 23 października 2005 abp Gocłowski konsekrował kościół.

## Opis
W prezbiterium kościoła umieszczony jest krzyż z Jezusem, a niżej, po bokach, figury Matki Bożej i św. Jana. W mensie ołtarza znajdują się relikwie św. Katarzyny Szwedzkiej. Po lewej stronie prezbiterium umieszczony jest obraz Miłosierdzia Bożego, zaś po przeciwnej umieszczony jest obraz Matki Bożej Nieustającej Pomocy. Nad wejściem do kościoła, na chórze organowym, znajdują się 21-głosowe organy. W wieży kościoła znajdują się trzy dzwony: Wojciech, Jan Chrzciciel i Jan Paweł II.

## Galeria

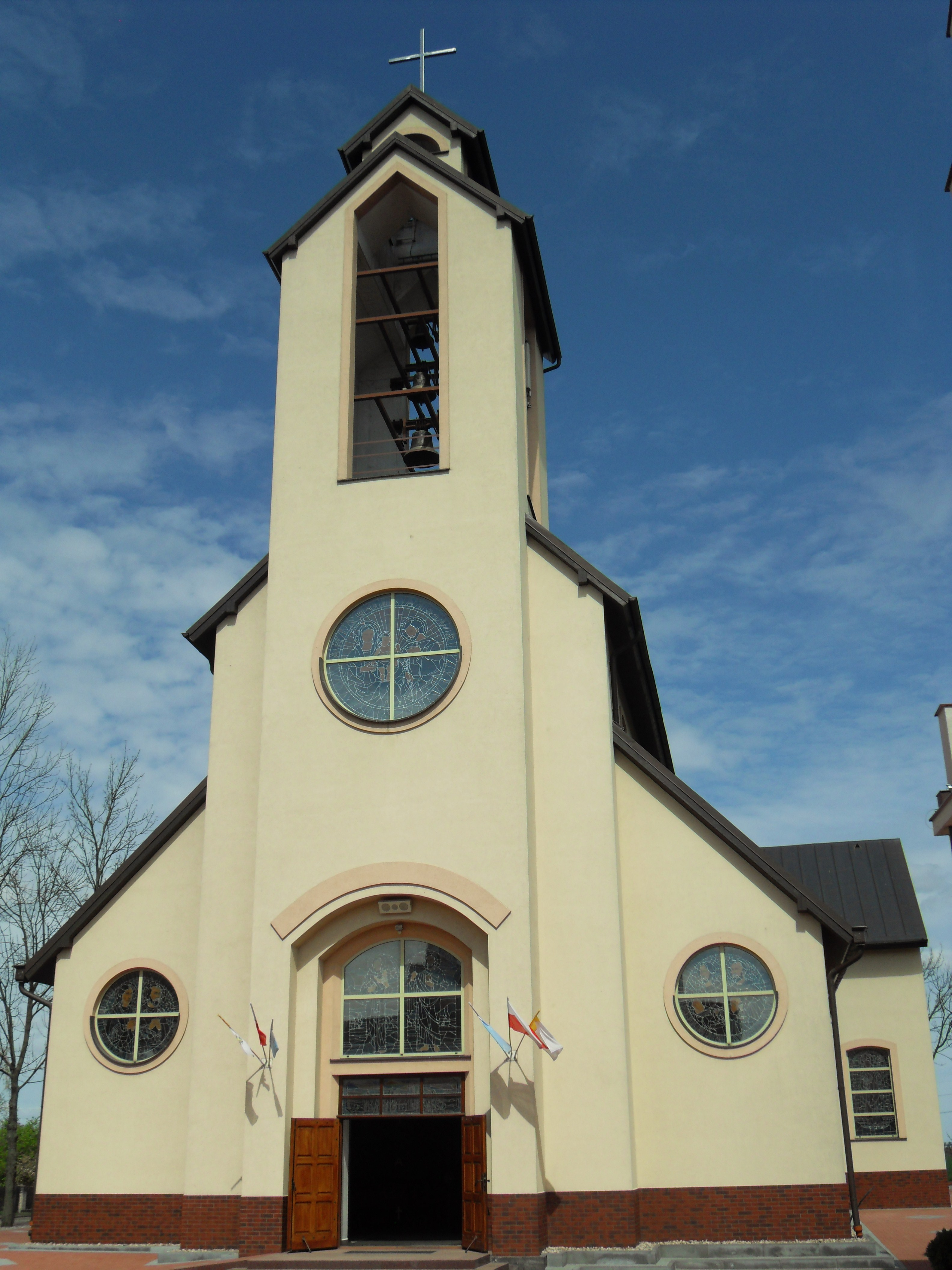
Nowy Kościół
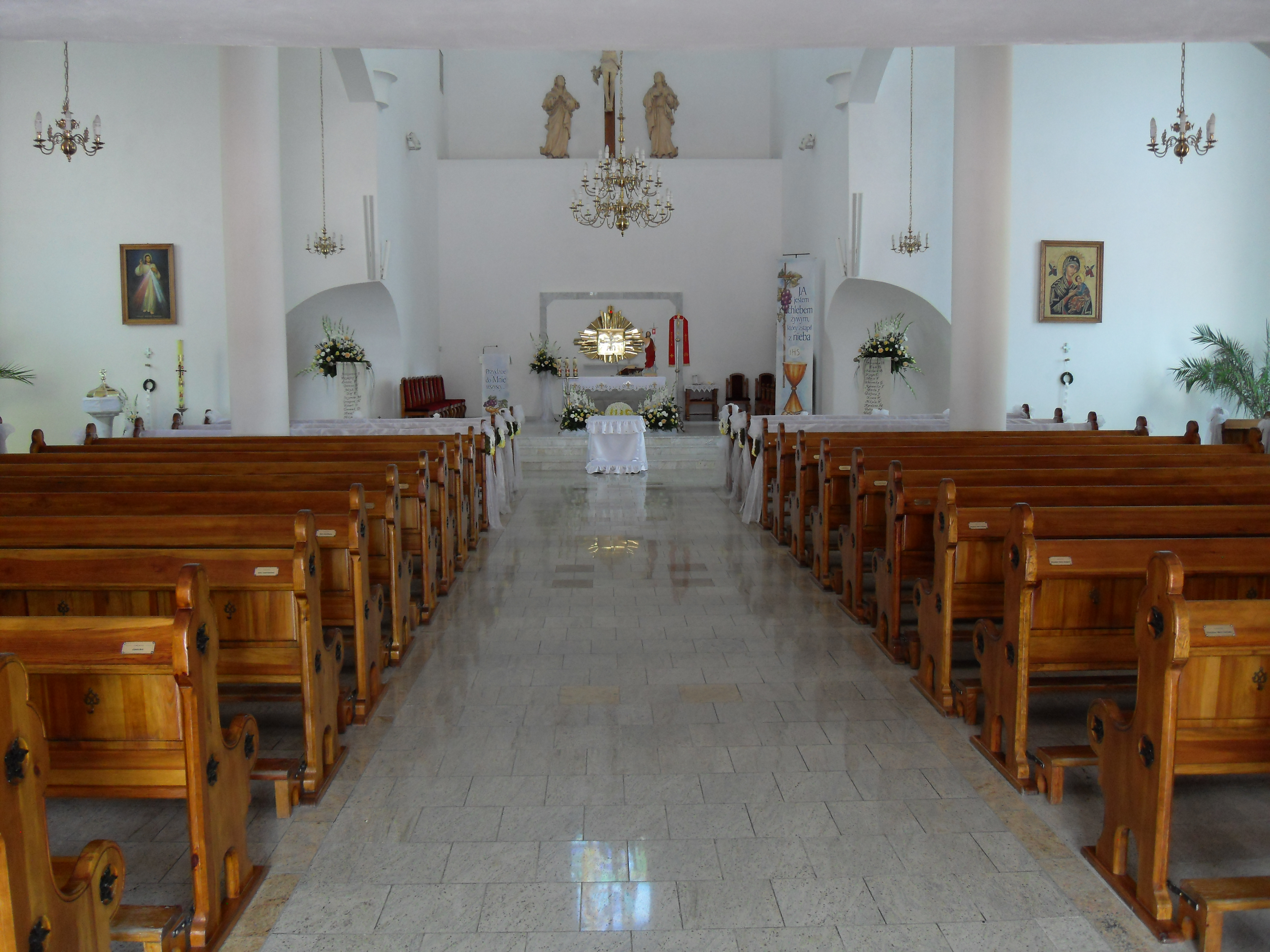
Wnętrze kościoła
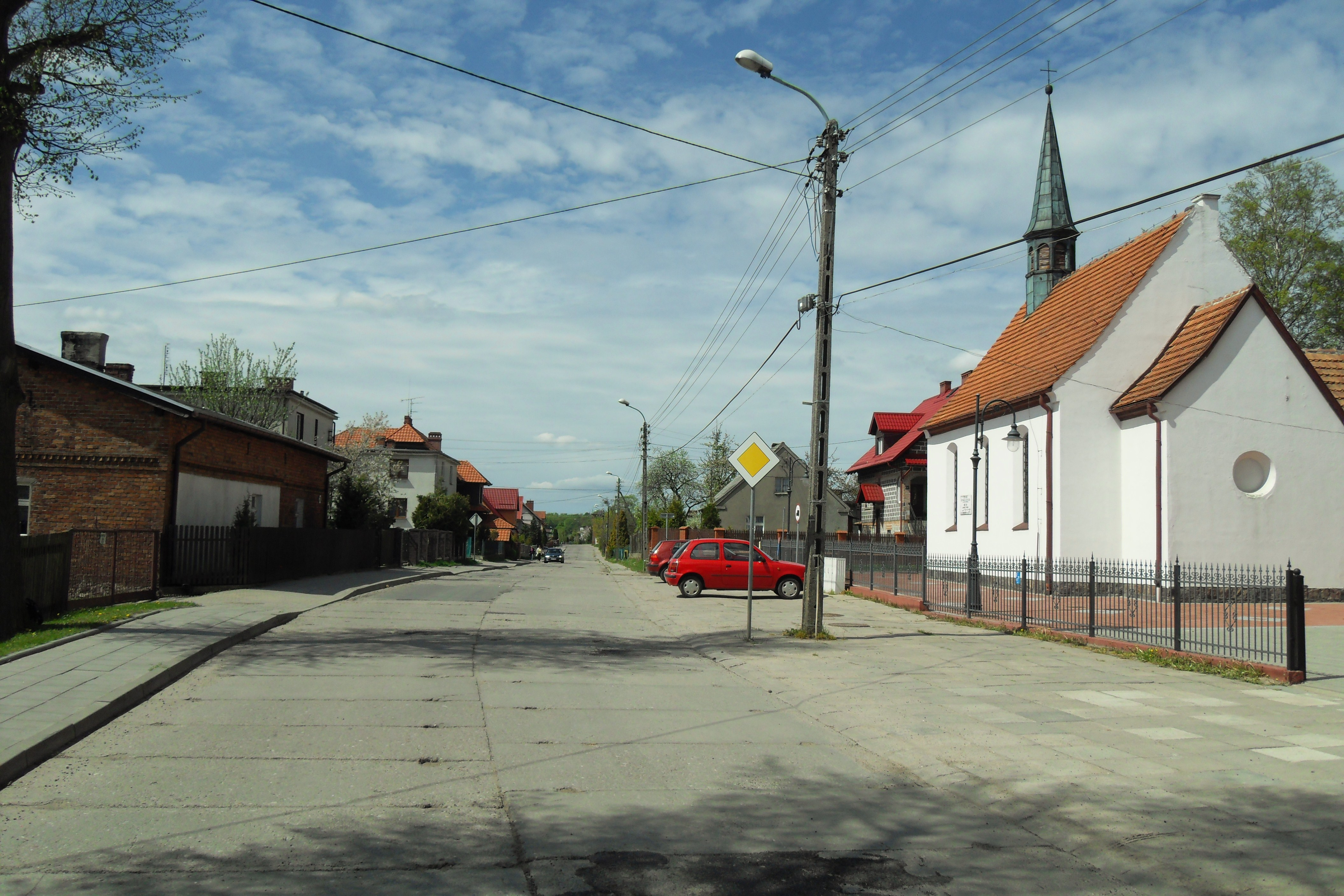
ul. Goplańska, po prawej stary kościół